# Hedvábná cesta (film)
Hedvábná cesta je kanadské romantické filmové drama z roku 2007, natočené podle stejnojmenné novely Alessandra Baricca. Film vypráví příběh o francouzském pašerákovi vajíček bource morušového Hervé Joncourovi (Michael Pitt) a jeho ženě Hélène (Keira Knightley). Příběh se odehrává ve francouzské vesnici Lavilledieu, odkud Hervé Joncour pochází (tyto scény byly natáčeny v italské vesnici Sermoneta poblíž Latiny), a v Japonsku, kam jezdí pro vajíčka (natáčené v Sakatě). Film byl natočen v koprodukci Kanady, Francie, Itálie, Spojeného království a Japonska.

## Obsazení
| Michael Pitt        | Hervé Joncour  |
| Keira Knightley     | Hélène Joncour |
| Alfred Molina       | Baldabiou      |
| Miki Nakatani       | Madame Blanche |
| Koji Yakusho        | Hara Jubei     |
| Sei Ashina          | The Mistress   |
| Callum Keith Rennie |                |
| Jun Kunimura        |                |
| Kanata Hongo        |                |